# 1290-е годы
1290-е (ты́сяча две́сти девяно́стые) го́ды по юлианскому календарю — промежуток времени с 1 января 1290 года по 31 декабря 1299 года, включающий 1290 год 9-го десятилетия   и с 1291 по 1299 годы    10-го десятилетия XIII века 2-го тысячелетия.  Они закончились 726 лет назад.

## Важнейшие события
- 1291 — последние твердыни крестоносцев в Святой земле захвачены мамлюками.
- Империя Маджапахит (1293—1520).
- «Старый союз» Франции и Шотландии (1295—1560). Первая война за независимость Шотландии (1296—1328; Уильям Уоллес).
- Османская империя основана (1299; Осман I).

## Культура
- 1299 год — митрополит Макарий с клиром переехал из Киева во Владимир.